# 朗格-洛埃洛和蒙菲拉托的皮埃蒙特葡萄園景觀
朗格－洛埃洛和蒙菲拉托的皮埃蒙特葡萄園景觀是一個联合国教科文组织世界遺產的正式名稱。它涵蓋了5個不同的葡萄種植區，以及馳名的景觀和意大利皮埃蒙特區域的格林扎內卡武爾城堡。
這個世界遺產遍及的朗格和蒙菲拉托的丘陵地區，是意大利其中一個最重要的產酒區。
它位於皮埃蒙特地區（西北意大利）的中心，被登記為“文化景觀”，是自然和人力相結合的結果。該遺產被刻在聯合國教科文組織世界遺產名錄以表揚它在酒文化的卓越價值，並在過去幾個世紀塑造景觀。

## 说明

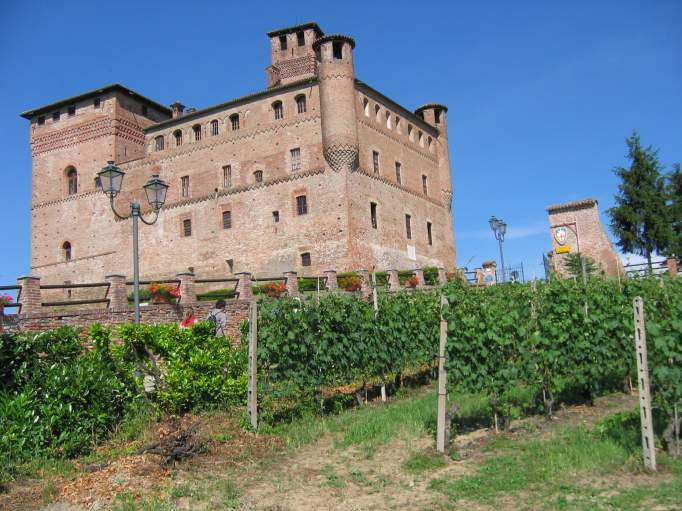
格林扎內卡武爾城堡

这座遗产包含五個“有優異風景的葡萄酒產區”及意大利皮埃蒙特區域的格林扎內卡武爾城堡－一個在葡萄園開發和意大利歷史上標誌性的名字。它位於皮埃蒙特南部，波河和利古里亞亞平寧山脈之間。它是葡萄種植文化、葡萄酒釀造工藝的最佳體現。此外，它依托葡萄酒文化，衍生出了繁榮的經濟背景和濃厚的文化根基。联合国教科文组织發現，這個遺產历史可追溯至公元前5世紀，當皮埃蒙特是伊特魯里亞和凱爾特人之間接觸和交流的領域的時候：伊特魯里亞和凱爾特人的詞語，特別是涉及到酒的那些，仍然在當地方言沿用。在古羅馬帝國時代，老普林尼指出皮埃蒙特是最有利於種植葡萄的地區，斯特拉博也提到過這裡的橡木桶。

## 遺產
| ID       | 名稱                 | 地點 面積 (公頃) | 緩衝區 (公頃) | 經緯度                                      |
| -------- | -------------------- | ---------------- | ------------- | ------------------------------------------- |
| 1390-001 | 巴羅洛蘭加           | 3051             | A=59306       | 44°36′31″N 7°57′49″E / 44.60861°N 7.96361°E |
| 1390-002 | 格林扎內卡武爾城堡   | 7                | A             | 44°39′7″N 7°59′39″E / 44.65194°N 7.99417°E  |
| 1390-003 | 巴巴瑞斯的山脈       | 891              | A             | 44°43′14″N 8°5′15″E / 44.72056°N 8.08750°E  |
| 1390-004 | 尼扎蒙費拉托和巴貝拉 | 2307             | A             | 44°47′47″N 8°18′18″E / 44.79639°N 8.30500°E |
| 1390-010 | 卡内利和阿斯蒂       | 1971             | A             | 44°44′17″N 8°14′59″E / 44.73806°N 8.24972°E |
| 1390-011 | 蒙菲拉托             | 2561             | B=16943       | 45°3′3″N 8°23′23″E / 45.05083°N 8.38972°E   |

## 外部連結
- 朗格—洛埃洛和蒙菲拉托的皮埃蒙特葡萄園景觀的所屬組織 （页面存档备份，存于）